# 树志楼梯草
树志楼梯草（学名：Elatostema shuzhii）为荨麻科楼梯草属的植物，是中国的特有植物。分布在中国大陆的西藏等地，生长于海拔1,600米至1,800米的地区，常生于山谷常绿阔叶林中，目前尚未由人工引种栽培。